# Futbol Club Barcelona Bàsquet B
Il Futbol Club Barcelona Bàsquet B  è la squadra di pallacanestro di riserve del Futbol Club Barcelona Bàsquet, fondata nel 1970.